# Chiesa di San Matteo Apostolo (Agerola)
La chiesa di San Matteo Apostolo è una chiesa monumentale di Agerola, situata nella frazione di Bomerano nel territorio della forania di Agerola-Furore, all'interno dell'arcidiocesi di Amalfi-Cava de' Tirreni.

## Descrizione
La chiesa di San Matteo Apostolo è la maggiore di Agerola, ha forma di croce latina ed è dotata du un'ampia abside. Al suo interno si trovano dipinti di Paolo De Maio, Pietro Alemanno e Giovanni Antonio Amato.

## Storia
Si ha notizia dell'esistenza di un'antica chiesa dedicata a san Matteo nel territorio del Comune di Agerola da un atto di vendita dell'anno 1158: la chiesa si trovava dove ora sorge il campo sportivo, in località Bomerano, mentre l'edificio esistente, che si affaccia sulla piazza dell'abitato, risale al 1580.
A questa costruzione fanno riferimento due arcivescovi amalfitani Carlo Montillo nel 1572 e Giulio Rossini nel 1580.
Giovan  Francesco Cavaliere fece edificare la cappella del Carmine alla quale donò una pala con l'immagine delle Sante Lucia e Caterina. Nel 1605 la parrocchia possedeva un reliquiario che il Rossini fece proteggere cingendolo con un cancelletto di ferro. Nel 1639 l'arcivescovo Angelo Pico annotava la presenza di un quadro raffigurante la Vergine sull'altare maggiore che fu restaurato nel 1989 dalla Soprintendenza dei beni artistici di Napoli.